# Кромпахи
Кро́мпахи (словац. Krompachy, нем. Krompach, венг. Korompa) — город в восточной Словакии, расположенный у подножья Воловских Врхов при реке Горнад. Население — около 9 тыс. человек.

## История
Кромпахи впервые упоминаются в 1282 году, тогда они принадлежали Спишскому Граду. В 1602 становятся королевским городом. В 1670 на город нападают куруцы. В 1841 году в Кромпахах строится металлургический завод, который становится самым крупным в тогдашней Венгрии. В 1921—1923 годах завод закрывается, это вызывает восстание рабочих. На город обрушивается бедность. В 1948 году в Кромпахах строится электротехнический завод и город снова оживает. В настоящее время город знаменит своим горнолыжным центром Плейсы.

## Население
| Год:                | 1994 | 2004    | 2014    | 2024    |
| ------------------- | ---- | ------- | ------- | ------- |
| Количество человек: | 8442 | 8870    | 8889    | 8587    |
| Разница:            |      | +5,06 % | +0,21 % | −3,39 % |

## Достопримечательности
- Приходской костёл
- Лютеранская кирха